# Cicvare (Pakrác)
Cicvare falu Horvátországban Pozsega-Szlavónia megyében. Közigazgatásilag Pakráchoz tartozik.

## Fekvése
Pozsegától légvonalban 29, közúton 40 km-re északnyugatra, községközpontjától légvonalban 11, közúton 28 km-re keletre, Nyugat-Szlavóniában, a Psunj-hegység északi részén, a Rečica-patak forrásvidéke feletti magaslaton fekszik.

## Története
A 19. század második felében keletkezett pravoszláv szerbek betelepítésével. A második katonai felmérés térképén már „Cicvare” néven találjuk. 1890-ben 90, 1910-ben 114 lakosa volt. 1910-ben a népszámlálás adatai szerint teljes lakossága szerb anyanyelvű volt. Pozsega vármegye Pakráci járásának része volt. Az első világháború után 1918-ban az új szerb-horvát-szlovén állam, majd később (1929-ben) Jugoszlávia része lett. 1991-ben teljes lakossága szerb nemzetiségű volt. A délszláv háború idején kezdettől fogva szerb ellenőrzés alatt volt. A horvát hadsereg 123. verőcei dandárjának alakulatai az Orkan ’91 hadművelet második szakaszában 1991. december 30-án foglalták vissza. Szerb lakossága nagyrészt elmenekült. 2011-ben már nem volt állandó lakossága.

## Lakossága
| Lakosság változása | Lakosság változása | Lakosság változása | Lakosság változása | Lakosság változása | Lakosság változása | Lakosság változása | Lakosság változása | Lakosság változása | Lakosság változása | Lakosság változása | Lakosság változása | Lakosság változása | Lakosság változása | Lakosság változása | Lakosság változása |
| ------------------ | ------------------ | ------------------ | ------------------ | ------------------ | ------------------ | ------------------ | ------------------ | ------------------ | ------------------ | ------------------ | ------------------ | ------------------ | ------------------ | ------------------ | ------------------ |
| 1857               | 1869               | 1880               | 1890               | 1900               | 1910               | 1921               | 1931               | 1948               | 1953               | 1961               | 1971               | 1981               | 1991               | 2001               | 2011               |
| 0                  | 0                  | 0                  | 90                 | 108                | 114                | 85                 | 121                | 58                 | 78                 | 65                 | 39                 | 15                 | 14                 | 4                  | 0                  |